# Pseudosphaeroma platense
Pseudosphaeroma platense is een pissebed uit de familie Sphaeromatidae. De wetenschappelijke naam van de soort is voor het eerst geldig gepubliceerd in 1922 door Giambiagi.